# Bailly (inslagkrater)

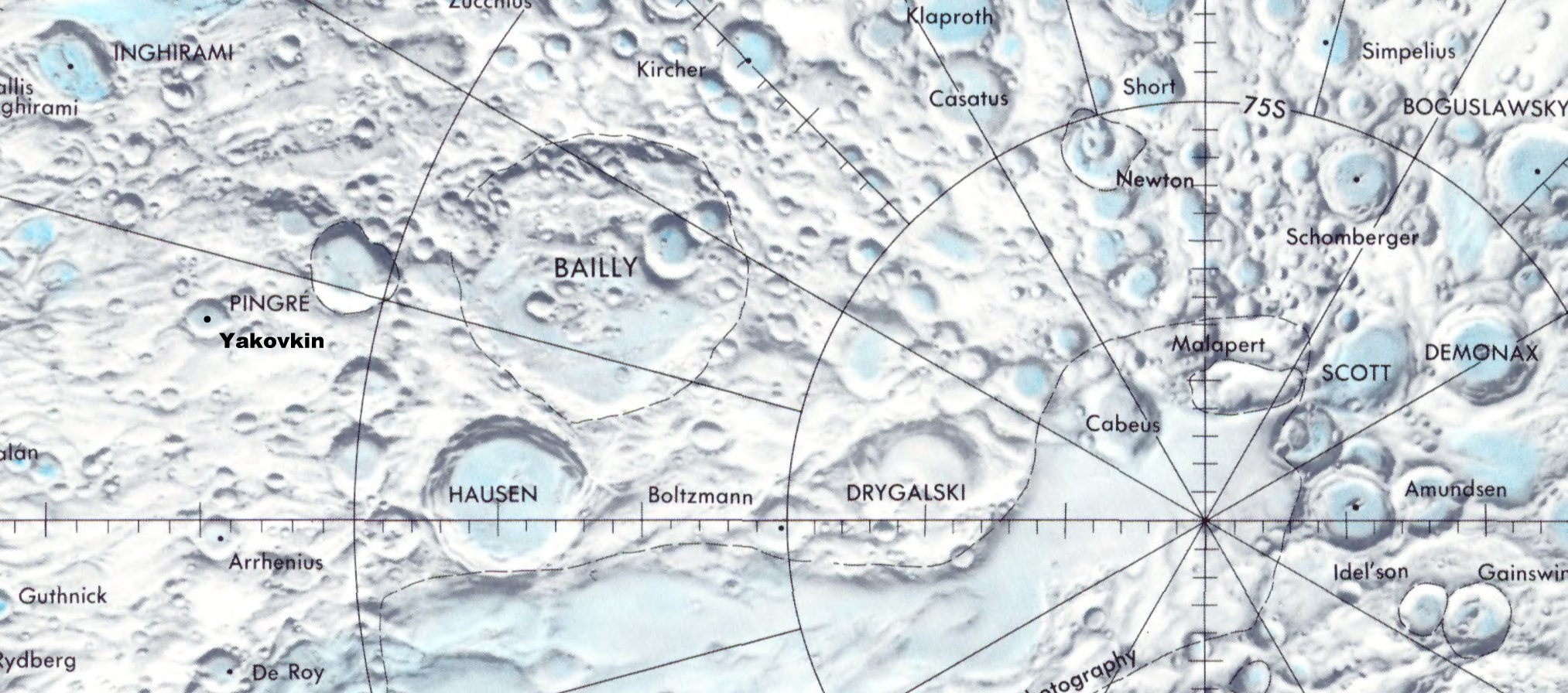
Locatie Bailly (maankaart LPC1, tweede editie)

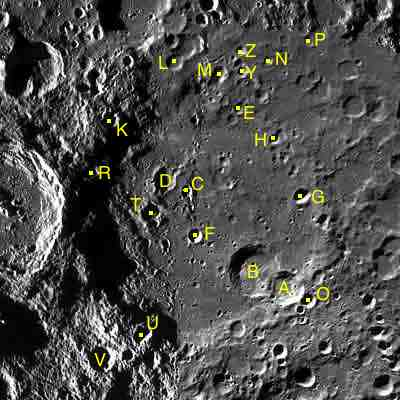
Satellietkraters van Baily

Bailly is een inslagkrater op de Maan. De krater is genoemd naar de Franse astronoom en politicus Jean Sylvain Bailly (1736-1793).

## Beschrijving
Bailly's oneffen kraterbodem is vrij gebleven van lava-overstromingen en is bedekt met een veelheid aan richels en kraters. De hele krater is gehavend en geërodeerd en ook de buitenste wallen zijn geërodeerd en op sommige plaatsen zelfs weggesleten door talloze inslagen. Als de krater ooit een centrale piek had, is hij niet meer waarneembaar. Vanwege zijn huidige toestand noemen waarnemers deze krater een 'ruïneveld'.
Het zuidoostelijke deel van de krater herbergt twee opmerkelijke kraters, genaamd Bailly A en Bailly B. Deze kraters overlappen elkaar en Bailly A ligt over de rand van Bailly's kraterwand. Vanwege de grootte en de erosie van deze krater wordt hij geschat op meer dan 3 miljard jaar oud en ontstaan tijdens het Nectarium.

## Locatie
Bailly heeft een diameter van 300,5 km en is de grootste krater op de voorkant van de maan. Bailly bevindt zich in het zuidwestelijk deel van de naar de Aarde toe gerichte zijde van de Maan. In oppervlakte is de krater qua grootte vergelijkbaar met een kleine mare. Bailly ligt ten noorden van de krater Le Gentil en ten oosten van de krater Hausen. Verder ten westen van Bailly ligt de (officieus genaamde) bergketen Montes Dörfel.

## Waarneming vanaf Aarde
De schuine kijkhoek vanaf de Aarde geeft de krater een verkort uiterlijk en omdat zijn locatie dicht bij de rand is, kan de zichtbaarheid als gevolg van libratie beperkt zijn. De meest gunstige tijd om de krater te bekijken, is bij volle maan wanneer de dag-nachtgrens de kraterwand kruist.

## Satellietkraters van Bailly
Rondom Bailly bevinden zich verscheidene kleinere kraters die genummerd werden, beginnend bij degenen die zich het dichtst bij het middelpunt van de krater bevinden.
| Bailly | Breedtegraad | Lengtegraad | Diameter |
| ------ | ------------ | ----------- | -------- |
| A      | 69,28° ZB    | 59,57° WL   | 42,68 km |
| B      | 68,74° ZB    | 63,25 ° WL  | 62,21 km |
| C      | 65,79° ZB    | 70,34° WL   | 19,29 km |
| D      | 65,25° ZB    | 72,38° WL   | 26,62 km |
| E      | 62,45° ZB    | 65,75° WL   | 16,42 km |
| F      | 67,46° ZB    | 69,59° WL   | 16,84 km |
| G      | 65,63° ZB    | 59,47° WL   | 18,72 km |
| H      | 63,57° ZB    | 62,59° WL   | 12,93 km |
| K      | 62,73° ZB    | 76,71° WL   | 18,55 km |
| L      | 60,71° ZB    | 71,13° WL   | 21,27 km |
| M      | 61,16° ZB    | 67,51° WL   | 20,19 km |
| N      | 60,53° ZB    | 63,68° WL   | 10,96 km |
| O      | 69,59° ZB    | 56,92° WL   | 18,72 km |
| P      | 59,57° ZB    | 60,67° WL   | 14,38 km |
| R      | 64,66° ZB    | 79,18° WL   | 17,14 km |
| T      | 66,49° ZB    | 73,83° WL   | 19,42 km |
| U      | 71,24° ZB    | 76,03° WL   | 23,97 km |
| V      | 71,91° ZB    | 81,45° WL   | 32,15 km |
| Y      | 61,04° ZB    | 65,6° WL    | 14,26 km |
| Z      | 60,22° ZB    | 65,86° WL   | 13,49 km |

## BartolusenHare
De krater Bailly B op het zuidoostelijke gedeelte van de vloer van Bailly kreeg van Giovanni Battista Riccioli de benaming Bartolus , naar Daniello Bartoli (1608-1685). Deze naam werd echter niet aanvaard door de IAU. De Welshe maancartograaf Hugh Percy Wilkins (1896-1960) en de Engelse maanwaarnemer Patrick Moore gaven aan deze krater de naam Hare, naar de Amerikaanse astronoom E. E. Hare. Ook deze naam werd niet officieel aanvaard.